# Gewone zeecitroenkorst
Gewone zeecitroenkorst (Flavoplaca maritima) is een korstmos uit de familie Teloschistaceae.

## Kenmerken
Gewone zeecitroenkorst is een korstvormig korstmos. Het thallus heeft een gele tot oranjegele kleur. De structuur is bobbelig tot bijna schubbig. De apotheciën zijn dooiergeel met een lichtere rand en ongeveer 0,5 mm in grootte. De ascosporen zijn 10–18 μm groot en het septum is 3–5 μm dik.
Hij lijkt op:
- betoncitroenkorst, maar deze is gladder en het thallus is meer groengeel.
- kerkcitroenkorst, maar hierbij is het thallus meestal berijpt en de apotheciën voorzien van een opgezwollen rand.

## Ecologie
De soort groeit epilitisch; het is bekend van basalt, graniet, kalksteen, zandsteen, beton, baksteen en asfalt. Daarnaast komt het incidenteel voor op verweerde houten palen en steigers in de nabijheid van zout.

## Verspreiding
Gewone zeecitroenkorst is in Nederland landelijk gezien vrij zeldzaam. De soort is vrij algemeen langs de Waddenkust, de Eems, Deltagebied en langs het IJsselmeer. Hij is niet bedreigd en staat niet op de rode lijst.